# Gottebenbildlichkeit

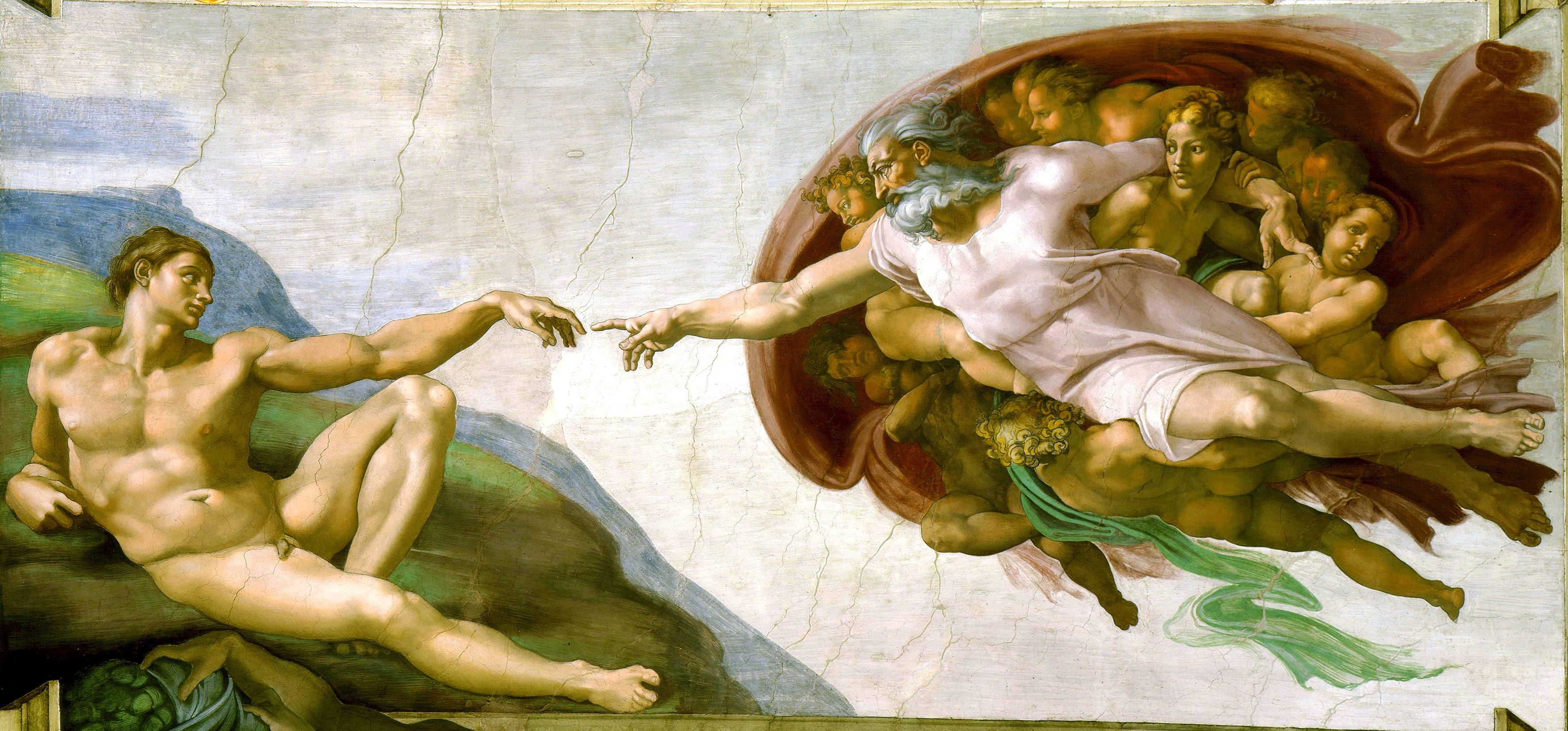
Michelangelo: Die Erschaffung Adams

Die Gottebenbildlichkeit (hebräisch צֶלֶם אֱלֹהִים tzäläm elohim; altgriechisch εἰκὼν τοῦ θεοῦ eikōn tou theou und lateinisch imago dei) ist eine religiöse Überlieferung, siehe z. B. die Bibel, wonach der Mensch als „Gottes Ebenbild“ sowie als Mann und Frau geschaffen ist. Diese Überlieferung nimmt in mehreren Religionen eine zentrale Stellung ein.
Im Verlauf der Wirkungsgeschichte entwickelten sich viele Deutungsansätze. Eine Schwierigkeit christlicher Theologie lag darin, die Lehre der Gottebenbildlichkeit mit der des menschlichen Sündenfalls zu verbinden. So wurde in der theologischen Tradition seit der Patristik von einer verlorengegangenen Ähnlichkeit mit Gott, zugleich aber vorhandenen, innerseelischen Gottebenbildlichkeit ausgegangen. In der Reformation hingegen wurde die Gottebenbildlichkeit als infolge des Sündenfalls „korrumpiert“ betrachtet. Seit dem Renaissance-Humanismus wird bis heute die Gottebenbildlichkeit häufig als theologische Begründung der Menschenwürde betrachtet. In der Moderne kam es infolge der Säkularisierung zu einem „Abstieg“ der Vorstellung der Gottebenbildlichkeit.
Die moderne Theologie geht aufgrund der Verwandtschaft der göttlichen Ebenbildlichkeit im Menschen mit dem „elterlichen“ Gott von einer Wesensaussage aus. Die Gottebenbildlichkeit befähige den Menschen, über die Natur zu herrschen, siehe Dominium terrae.
Heftige Kritik erfuhr, in Auflehnung gegen die kirchlichen Erklärungsmodelle, die Gottebenbildlichkeit als erstes durch Ludwig Feuerbach. Er vertrat im Rahmen seiner Projektionstheorie die Ansicht, der Mensch schaffe sich einen Gott nach seinem Ebenbild. Im 20. Jahrhundert wurde von einigen Naturalisten die Ursache für die Naturausbeutung in dem eng mit der Gottebenbildlichkeit verbundenen Herrschaftsauftrag gesehen. Demgegenüber steht eine Aussage der Theologie, wonach sich der Mensch überhaupt keine Fantasie von einem Gott schaffen könne, ohne selbst, durch seine innere Gottebenbildlichkeit, Anteil am „elterlichen“ Gott zu haben.

## Altorientalische und ägyptische Königsideologie

### In Mesopotamien
In akkadischen Texten ist die Vorstellung einer Gottebenbildlichkeit des Königs mehrfach belegt. Der älteste Beleg dafür findet sich in der mittelassyrischen Siegeshymne auf Tukulti-Ninurta I. (1244–1208 v. Chr.). Diese bezeichnet den König als „bleibendes Abbild des (Gottes) Enlils“. Die meisten Belege aber stammen aus der neuassyrischen Zeit, aus dem 7. Jahrhundert v. Chr.
Im Gilgamesch-Epos vollzieht sich die Erschaffung des Menschen Enkidu folgendermaßen: Die Muttergöttin Aruru bildet in ihrem Herzen ein Ebenbild des Gottes Anu und zeichnet dieses dann in Lehm. Es ist das Geschöpf also das Ebenbild einer Gottheit, nach welcher er geschaffen wurde.

### In Ägypten
Im Alten Ägypten wird besonders der König sowohl als Gottes Sohn als auch als Gottes Abbild bezeichnet. Die vielen verschiedenen Begriffe, die sich dabei für „Abbildung“ finden lassen, können in zwei Hauptgruppen eingeteilt werden.

#### Der König als konkretes Abbild Gottes

Großer Tempel von Abu Simbel

Zum einen wird der König als konkretes Bild Gottes, sein passiver Repräsentant und Herrschaftsausüber bezeichnet. Für dieses konkrete Abbild stehen die Worte twt.w, ḥntj und šzp. Dabei bezeichnen die Wörter in ihrem Kontext jeweils ähnliche Sachverhalte. Diese Wörter können einerseits Königsstatuen in Tempeln, Statuen, die bei Prozessionen getragen und verehrt wurden, Statuen von Privatpersonen im Tempel sowie Grabstatuen von Privatpersonen darstellen. Die durch die Statue dargestellte Person wird am Ort der Statue gegenwärtig. So heißt es auf einer in Nubien aufgestellten Statue Ramses II.:

„Sein [des Königs] lebendes Abbild im Lande Nubien“

Der König ist also, obwohl er sich in Nubien nicht aufhält, dennoch dort gegenwärtig.
Andererseits wird auch der König selbst als „Abbildung Gottes“ bezeichnet. Der früheste Beleg hierfür findet sich in der Zweiten Zwischenzeit, ca. 1648–1550 v. Chr. Dabei wird der König als Abbild der Götter Re, Aton, Amun und Chepre bezeichnet. Alle diese Götter sind eine Form des höchsten Sonnengottes. Auch der erste Bestandteil des Königsnamens Tutanchamun, twt, kann von twt.t abgeleitet werden, was für die Gottebenbildlichkeit des Königs spricht.
Das genannte Verhältnis einer Statue zu dem Abgebildeten wird auf das Verhältnis des Königs zum Gott übertragen: Obwohl der Gott „fleischlich“ nicht anwesend ist, ist er durch die Abbildung gegenwärtig: Es ist also der Gott im König auf Erden gegenwärtig.
Die Funktion dieser Gottebenbildlichkeit besteht in der Herrschaftsausübung des Königs auf Erden. Dieser göttliche Auftrag zur Herrschaftsausübung kommt beispielsweise an einer Stelle Amenophis’ III. zum Ausdruck. Dort spricht der Gott Amun-Re-Kamutef zum König:

„[…] Du bewirtschaftest es [das Land] für mich aus liebendem Herzen.
Denn du bist mein geliebter Sohn, der aus meinem Leibe hervorgegangen ist,
Mein Abbild, das ich auf Erden gestellt habe“

Ein weiterer Begriff für Bild, sšm.v betont die Verborgenheit Gottes. Dabei wird wiederum der König als „lebendes sšm.w-Bild des Herrn der Götter“ bezeichnet. Der König vollzieht seine Regierungsgeschäfte in der Abgeschiedenheit des Palastes. Gleichzeitig erteilt der König als sšm.w-Bild Orakel, wie es in der Lobrede eines Königs heißt:

„Ich bin der Herold deines Wortes, das sšm.w-Bild deines Orakels, das aus dem Munde deiner Majestät hervorkommt“

#### Als Gott ähnlich
Weiterhin wird der Mensch und besonders der König als Gott in seinem Handeln ähnlich betrachtet. So bezeichnet eine weitere Reihe von Wörtern, znn, mi.ti, mi.tt und ti.t den König weniger als konkretes Bild des Gottes, sondern vielmehr als dem Gott in seinem Wesen und Handeln ähnlich. Als Gottähnlicher besitzt er die nötige Voraussetzung dafür, ein Abbild Gottes zu sein. Dabei kann auch ein Privatmann als Gottähnlicher bezeichnet werden. Allerdings besteht ein graduell sehr starker Unterschied zwischen König und Privatmann: Der König ragt als dem Sonnengott Wesensähnlicher unter allen Menschen hervor.

## In der hebräischen Bibel

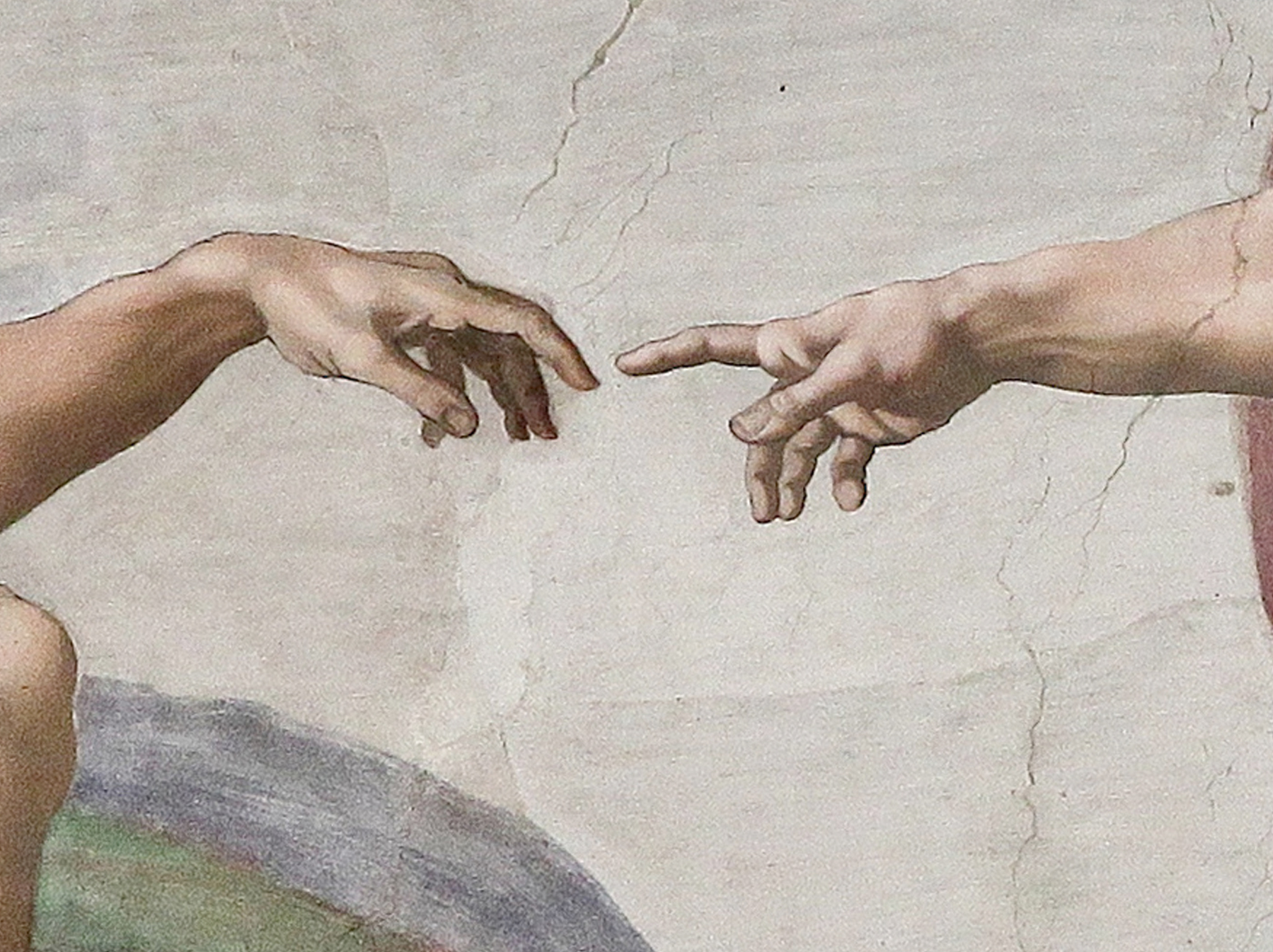
Detail aus Michelangelos „Erschaffung Adams“

In der hebräischen Bibel finden sich Aussagen zur Gottebenbildlichkeit an zentraler Stelle, nämlich im Buch Genesis an den Stellen
1. Gen 1,26f EU: „Dann sprach Gott: Lasst uns Menschen machen als unser Bild, uns ähnlich! Sie sollen walten über die Fische des Meeres, über die Vögel des Himmels, über das Vieh, über die ganze Erde und über alle Kriechtiere, die auf der Erde kriechen. 27Gott erschuf den Menschen als sein Bild, als Bild Gottes erschuf er ihn. Männlich und weiblich erschuf er sie.“
2. Gen 5,1 EU: „Dies ist das Buch der Geschlechterfolge Adams: Am Tag, da Gott den Menschen erschuf, machte er ihn Gott ähnlich.“
3. Gen 9,6 EU: „Wer Blut eines Menschen vergießt, um dieses Menschen willen wird auch sein Blut vergossen. Denn als Bild Gottes hat er den Menschen gemacht.“

Hinzu kommt noch der 8. Psalm (Ps 8,6 ):

„Du hast ihn nur wenig geringer gemacht als Gott, du hast ihn gekrönt mit Pracht und Herrlichkeit.“

Ansonsten werden im Tanach keine weiteren Aussagen zur Gottebenbildlichkeit des Menschen gemacht.

### Literarischer Kontext
Die priesterschriftlichen Aussagen über die Gottebenbildlichkeit fallen jeweils in den Kontext einer Aussage über die Erschaffung des Menschen durch Gott:
- Gen 1 EU: Erschaffung des Menschen und Herrschaft des Menschen über die Tiere
- Gen 5 EU: Erinnerung an den Tag, als Gott den Menschen schuf
- Gen 9 EU: Erschaffung des Menschen durch Gott als Begründung für das Mordverbot

### Sprachliche Beobachtungen
Besonders die Stelle Gen 1,26f  stellt vor das lexikalische Problem der Bedeutung der Substantive ṣäläm und demût. Während ṣäläm eine konkrete plastische Nachbildung – ein Porträt, ein Standbild oder eine Statue – meint (z. B. 2 Kön 11,18 ), bedeutet demût eher „Gleichheit“, auch wenn es als Ausdruck für Form und Äußeres verwendet werden kann (z. B. 2 Chr 4,3 ). Letztlich sind beide Wörter fast bedeutungsgleich. Dabei sind beide Begriffe mit Präpositionen versehen, nämlich austauschbar mit be oder mit ke (Gen 1,26  und 5,1-3 ). Beide zielen auf einen Vergleich. Die vorfindliche Lehre ist deshalb sprachlich kaum systematisierbar.
Auffällig ist weiterhin die Verwendung des Plurals „Lasset uns …“ (נעשה אדם). Die heutige Exegese sieht hier drei Möglichkeiten:
1. Die „himmlischen Wesen JHWHs Hofstaat“ werden miteingeschlossen.[14]
2. Es handelt sich um einen Hoheitsplural – den Pluralis Majestatis.
3. Ein Pluralis Deliberationis ist gemeint, also ein Plural der Absichtsbekundung im „Stil der Selbstaufforderung“.[15]

## Im Neuen Testament
Neben den Schriftbelegen im Alten Testament finden sich für das Christentum relevante Aussagen im Neuen Testament. Dieses bezieht Aussagen über Gottebenbildlichkeit – hierfür wird der Begriff εἰκών eikōn, deutsch ‚Abbild‘ verwendet – besonders auf Jesus Christus, außerdem wird der Begriff auf die Eschatologie ausgedehnt.
Die Textbelege lassen sich dabei in drei Typen einteilen.

### Christus als Ebenbild Gottes
Solche christologischen Aussagen über Christus als das Bild Gottes finden sich an den folgenden Stellen:
- Im 2. Korintherbrief (2 Kor 4,4 EU): „Den Ungläubigen, denen der Gott dieser Welt den Sinn verblendet hat, dass sie nicht sehen das helle Licht des Evangeliums von der Herrlichkeit Christi, welcher ist das Ebenbild Gottes.“
- Im Kolosserbrief (Kol 1,15 EU): „Er ist das Ebenbild des unsichtbaren Gottes, der Erstgeborene vor aller Schöpfung.“
- Im Hebräerbrief (Hebr 1,3 EU): „Er ist der Abglanz seiner Herrlichkeit und das Ebenbild seines Wesens und trägt alle Dinge mit seinem kräftigen Wort und hat vollbracht die Reinigung von den Sünden und hat sich gesetzt zur Rechten der Majestät in der Höhe.“

### Gott- bzw. Christusebenbildlichkeit des Menschen
Ebenso finden sich anthropologische Aussagen über den christlichen Menschen als Ebenbild Gottes oder Christi, nämlich an den folgenden Stellen:
- Im Ersten Korintherbrief (1 Kor 15,49 EU): „Wie wir nach dem Bild des Irdischen gestaltet wurden, so werden wir auch nach dem Bild des Himmlischen gestaltet werden.“
- Im Zweiten Korintherbrief (2 Kor 3,18 EU): „Wir alle spiegeln mit enthülltem Angesicht die Herrlichkeit des Herrn wider und werden so in sein eigenes Bild verwandelt, von Herrlichkeit zu Herrlichkeit, durch den Geist des Herrn.“
- Im Kolosserbrief (Kol 3,10 EU): „[…] und seid zu einem neuen Menschen geworden, der nach dem Bild seines Schöpfers erneuert wird, um ihn zu erkennen.“
- Im Zweiten Petrusbrief (2 Petr 1,4 EU): „Durch sie wurden uns die kostbaren und überaus großen Verheißungen geschenkt, damit ihr der verderblichen Begierde, die in der Welt herrscht, entflieht und an der göttlichen Natur Anteil erhaltet.“

### Der natürliche Mensch als Bild Gottes
Vereinzelt finden sich auch Aussagen über den natürlichen Menschen als Ebenbild Gottes:
- Im 1. Korintherbrief (1 Kor 11,7 EU): „Der Mann darf sein Haupt nicht verhüllen, weil er Abbild und Abglanz Gottes ist; die Frau aber ist der Abglanz des Mannes.“
- Im Jakobusbrief (Jak 3,9 EU): „Mit ihr [der Zunge] preisen wir den Herrn und Vater, und mit ihr verfluchen wir die Menschen, die als Abbild Gottes erschaffen sind.“

## Wirkungsgeschichte im Judentum

### Vor- und Außerrabbinisches Judentum

#### Ethisch-anthropologische Auslegung
Die vor- und außerrabbinische Auslegung sieht in der Gottebenbildlichkeit des Menschen die Erkenntnis von Gut und Böse sowie die Möglichkeit zum ethischen Leben mitgegeben. Weil der Mensch nach der Ordnung Gottes geschaffen sei, sei er auch fähig, Abbild dieser Ordnung zu sein und nach ihr gesetzesgemäß zu leben. Die aus einer solchen geistig-ethischen Auslegung resultierende Verantwortung des Menschen führt dazu, dass der Mensch seine Werke auch vor einem göttlichen Endgericht zu verantworten habe. Fernerhin wird die Gottebenbildlichkeit in besonderem Maße als Israels Erbe von Adam her verstanden.
In den hellenistisch-jüdischen Schriften – insbesondere dem in Alexandria entstandenen Buch der Weisheit – verbindet sich diese ethische Auslegung mit der griechischen Vorstellung der unvergänglichen Seele, indem die Gottebenbildlichkeit mit der Unsterblichkeit der Seele gleichgesetzt wird. So resultiere das ewige Leben aus einem „Leben mit Gott“. Die Unvergänglichkeit der Seele sei infolge des Sündenfalls eine eschatologisch-transzendenten Gabe, die nur demjenigen zustehe, der ein Gott gemäßes Leben führe. Wer im Jenseits „wahres Leben“ erhalten wolle, müsse sich im diesseitigen Leben bewähren. Dabei existiere die Gottebenbildlichkeit unabhängig vom körperlichen Zustand des Menschen und finde ihre endgültige Erfüllung erst im Sein bei Gott nach dem körperlichen Tod. Trotzdem sei die Ebenbildlichkeit vom menschlichen Verhalten abhängig, insofern die Unsterblichkeit kein Besitz des Menschen ist, sondern durch tugendhaftes Leben erworben werden kann. Dabei sei der Mensch auf eine „göttliche Weisheit“, welche die Funktion der „Mittlerin“ zwischen Gott und den Menschen einnimmt, angewiesen.

#### Abbild des göttlichen Logos
| Gott   | Logos            | Mensch        |
| ------ | ---------------- | ------------- |
| Urbild | ← Repräsentation | nach dem Bild |
| Urbild | ← Abbild         | nach dem Bild |
| Urbild | Vorbild →        | nach dem Bild |
| Urbild | Urbild →         | nach dem Bild |

Für den jüdisch-hellenistischen Religionsgelehrten Philon von Alexandria ist die menschliche Gottebenbildlichkeit im Logos des Menschen zu finden – einem potenziellen Ideal, das der Mensch in sich trägt. Dieser „Vernunft“ des Menschen stehe der göttliche Logos, der als das direkte Bild Gottes (griechisch εἰκών τοῦ θεοῦ) dessen Repräsentant sei, als „Archetyp“ gegenüber. Der Mensch sei nur nach diesem Bild (griechisch κατὰ τὴν εἰκόνα) geschaffen, und nicht selbst Bild Gottes. Dabei habe der Mensch potentiell die Fähigkeit einer Verwirklichung der Entsprechung seines Logos mit dem göttlichen Logos. Diese Entsprechung könne durch Selbsterkenntnis, Gelehrigkeit, Intuition oder Ausübung der Tugend zustande kommen.
Weiterhin gründet sich bei Philon die menschliche Gottebenbildlichkeit auf die von Gott geschenkte Ausstattung mit einer dem göttlichen Logos entsprechenden Kraft.

### Rabbinisches Judentum
Für das Rabbinische Judentum bestand die Hauptschwierigkeit darin, trotz des Plurals „Lasset uns …“ in Gen 1,26  den Anspruch des Monotheismus aufrechterhalten zu können. Zu diesem Zweck sieht die rabbinische Deutung die Existenz von „Dienstengeln“ vor, mit denen JHWH in der Pluralform redet. Nach deren Protest unter Hinweis auf die Gottlosigkeit der Menschen nach Ps 8,5 , schaffe Gott schließlich allein (Gen 1,27 ) den Menschen.
Die rabbinische Literatur sieht den Sinn der Gottebenbildlichkeit in dem Bestreben des Menschen, sein Handeln an Gott anzugleichen. Sie sieht also den Sinn der Gottebenbildlichkeit des Menschen und der daraus resultierenden Sonderstellung nicht in einer intellektuellen Fähigkeit, sondern in der Fähigkeit zum ethischen Handeln. So finden sich zahlreiche Belege, in denen der Mensch mit einer Ikone, dem Standbild eines Königs, verglichen wird. Dabei wird dieser Vergleich stets mit der Aufforderung zum Erhalt und Schutz der Mitmenschen, zur Gerechtigkeit und Aufrichtigkeit verbunden.

### Mittelalter

#### Platonisch-aristotelische Prägung
Die spätmittelalterliche Religionsphilosophie und mit ihr die frühen Kabbalisten definieren den Menschen infolge der aristotelischen Intellektlehre verknüpft mit der neuplatonischen Seelenauffassung als Intellekt bzw. „rationale Seele“, wohingegen der Körper lediglich ihr vorübergehender Träger sei. Das Menschenbild lässt sich also als „spiritualisiert“ bezeichnen.
Im Gegensatz zur älteren rabbinischen Deutung vertreten die jüdischen Aristoteliker nicht mehr eine ethisch-moralische Auffassung der Gottebenbildlichkeit, sondern sehen sie im entfalteten Intellekt. Dabei ahme der Mensch die Engel, so genannte „separate Intelligenzen“, nach, indem er vernunftbegabt sei.
Der mittelalterliche Philosoph Maimonides beginnt sein philosophisches Hauptwerk Führer der Unschlüssigen mit Ausführungen zum Begriff Ebenbild Gottes, der in der Schöpfungsgeschichte verwendet wird. Maimonides verwirft das Argument, wonach Gott auch einen Körper haben müsse, da der Mensch im Ebenbild Gottes erschaffen worden sei. Der Autor zeigt, dass der hebräische Begriff zelem („Abbild, Ebenbild“) immer auf eine geistige Qualität hinweist, eine Essenz. Deshalb sei das Ebenbild Gottes im Menschen die menschliche Essenz – das bedeutet nicht die körperliche Gleichheit, sondern die menschliche Vernunft.

#### Kabbala: Miteinbeziehung des Körperlichen
Besonders die spätere Kabbala wandte sich – im Gegensatz zur philosophischen Beschränkung auf den Intellekt – wieder mehr dem Körperlichen zu und definierten den Menschen als körperlich-seelische Zusammensetzung. Vermehrt sieht man eine Analogie zwischen den menschlichen Körpermerkmalen und der sephirothisch-göttlichen Welt – beispielsweise darin, dass die zehn Finger des Menschen sich auf die zehn Sephiroth bezögen. So sei auch der menschliche Körper ein Ebenbild der „göttlichen Welt“.

### Moderne

#### „Ich-Du“-Verhältnis
Leo Baeck, jüdischer Religionsphilosoph der Neuzeit, betrachtet den Menschen infolge seiner Gottebenbildlichkeit als „besondere Offenbarung“ Gottes. Gott sei im Menschen gleichzeitig das „Ich“ und das „Du“. Deshalb finde der Mensch in Gott seinen Grund und sein Ziel. Schließlich resultiert daraus als maßgeblicher Kern für die jüdische Anthropologie die Gleichwertigkeit und gleichzeitig die Individualität und Würde jedes Menschen:

„Wie groß immer der Unterschied von Mensch zu Mensch ist, die Gottebenbildlichkeit ist ihnen allen Charakter, ist ihnen allen gemeinsam: sie ist es, die den Menschen zum Menschen macht, ihn als Menschen bezeichnet.“

## Wirkungsgeschichte im Christentum
Sowohl in der katholischen als auch in der evangelischen Theologie zählt die Lehre von der Gottebenbildlichkeit die gesamte Wirkungsgeschichte hindurch zum wesentlichen Grundbestand der theologischen Anthropologie.

### Patristik

#### Unterscheidung von Abbild und Ähnlichkeit

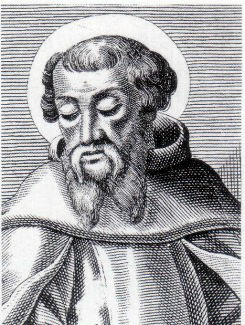
Der griechische Kirchenvater Irenäus von Lyon

Seit dem griechischen Kirchenvater Irenäus von Lyon wird scharf zwischen den Begriffen „Abbild“ bzw. „Ebenbild“ (εἰκών eikōn, lateinisch imago) und „Ähnlichkeit“ (ὁμοίωσις homóiōsis, lateinisch similitudo) unterschieden. Während „Abbild“ eine bleibende und unverlierbare Größe sei, die zum natürlichen Besitz des Menschen gehöre, sei die „Ähnlichkeit“ verloren gegangen: Der Stammvater Adam sei zwar zum Abbild und zur Ähnlichkeit Gottes erschaffen. Durch den Sündenfall jedoch sei der Mensch seiner Ähnlichkeit mit Gott verlustig geworden und habe sich sehr weit von der göttlichen Vollkommenheit und Unvergänglichkeit entfernt. Dabei sei die Möglichkeit einer „Rückkehr“ zu Gott allein durch die Gnade Christi möglich. Eine Gottähnlichkeit könne so schon in der Gegenwart einsetzen, obwohl das endgültige Gottähnlich-Werden erst in der Zukunft liege.
Nach dem Bild Gottes geschaffen zu sein bedeutet für Irenäus zwar einerseits, dass der Mensch sich im Zustand der Unreife befindet, dass er aber andererseits auch durch stetes Wachstum zu Gott hin sich diesem angleichen kann.
Diese Unterscheidung wurde von Clemens von Alexandria und von Origenes übernommen. Auch der spätere Kirchenvater Augustinus von Hippo unterscheidet zwischen Abbild und Ähnlichkeit. Während das Abbild sich lediglich auf einen Teil des Menschen, nämlich dessen trinitarisch strukturierte mens beziehe und immer und unveränderlich darin vorhanden sei, könne die „Ähnlichkeit“ mit Gott, durch die Lebensführung beeinflusst, entsprechend stark oder weniger ausgeprägt sein.

#### Der Mensch als Abbild der Dreifaltigkeit
Prägend für die nachfolgende Theologie war Augustinus Lehre von der Abbildung der Trinität in den drei Seelenvermögen des Menschen. So widmet er in seinem Hauptwerk De trinitate ‚Über die Dreieinigkeit‘ der Gottebenbildlichkeit besondere Beachtung. Für ihn ist der Mensch Ebenbild Gottes in der mens rationalis ‚vernunftbegabter Geist‘ und nicht in der Form des Leibes. Des Weiteren widerspiegele die Dreiheit des menschlichen Seelenvermögens die göttliche Dreifaltigkeit (Trinität):
- sapientia ‚Weisheit‘ bzw. mens (Geist) ≈ Gottvater
- notitia ‚Kenntnis‘ ≈ Sohn Gottes, Jesus Christus
- dilectio ‚Liebe‘ ≈ Heiliger Geist

Diese Widerspiegelung tritt auch noch innerhalb der mens auf:
- memoria ‚Gedächtnis‘ ≈ Gottvater
- intellectus ‚Einsicht‘ ≈ Sohn Gottes, Jesus Christus
- amor ‚Liebe‘ bzw. voluntas ‚Wille‘ ≈ Heiliger Geist

Jeder Teil des Geistes steht demnach in, wenn auch unzureichender, Entsprechung zu einer Person der göttlichen Trinität.
Weiterhin mache die Gottebenbildlichkeit, obwohl sie zwar durch den Sündenfall entstellt sei, den Menschen „aufnahmefähig für Gott“. Mit dieser Vorstellung wird er die spätere theologische Tradition maßgeblich beeinflussen.

### Scholastik

#### Mittel zur Gotteserkenntnis
Weite Teile der scholastischen Tradition sehen die Gottebenbildlichkeit des Menschen als eine Verwirklichungsstufe auf der Leiter zur Gotteserkenntnis.
Der Frühscholastiker Petrus Lombardus beeinflusste die Scholastik mit seinen Sentenzen maßgeblich. Diese Sentenzen konnten ihre einflussreiche Stellung das ganze übrige Mittelalter hindurch bis ins 16. Jahrhundert bewahren. So war es Regel, dass jeder Doktor der Theologie einen Kommentar zu den Sentenzen des Lombarden schrieb. Mit ihnen gab er den systematischen Ort der Diskussion sowie die Themen und Aspekte den nachfolgenden Theologen vor. Deshalb stimmt ein Großteil der Scholastiker inhaltlich mit ihm überein – so auch darin, dass die Gottebenbildlichkeit Voraussetzung für die Gotteserkenntnis sei. Seit Petrus Lombardus betont die Scholastik die herausragende Rolle der Gottebenbildlichkeit für die Gotteserkenntnis.

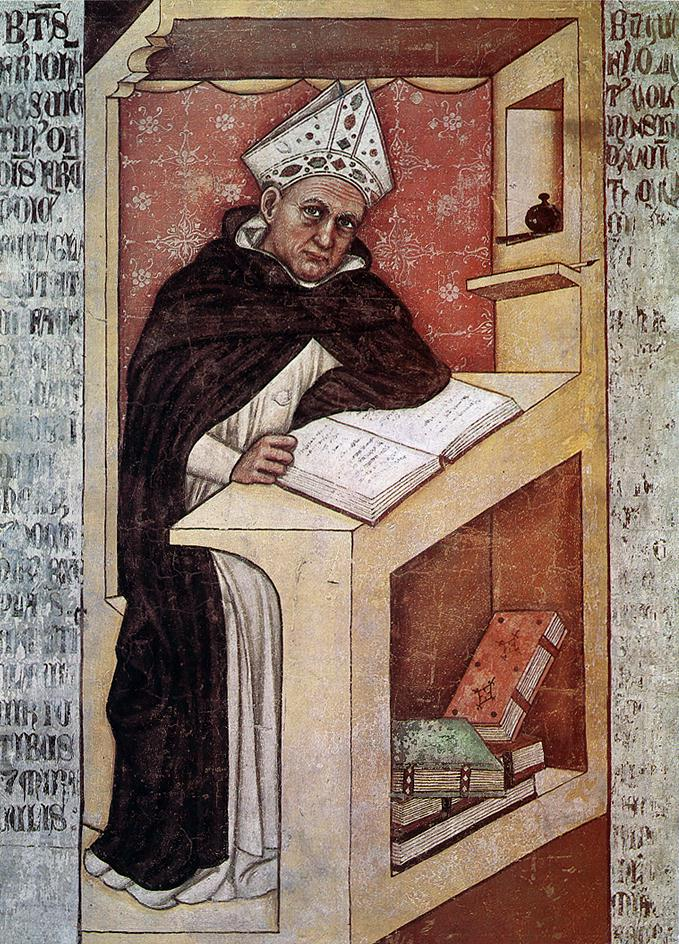
Ein Fresko von Albertus Magnus (1352)

Beispielsweise befasst sich der Hochscholastiker und Dominikaner Albertus Magnus in seiner Summa theologiae sive de mirabile scientia dei („Summe der Theologie oder in der wunderbaren Erkenntnis Gottes“) sowie in sieben Artikeln seines Sentenzenkommentars mit der Frage nach der Gottebenbildlichkeit als Teil der Frage nach dem Medium der natürlichen Gotteserkenntnis.
Zunächst ist die „Spur“ in der Schöpfung zu nennen. Die Spur des Schöpfers in seinen Geschöpfen sei ein Zeichen, durch das „etwas“ von Gott erkannt werden könne. Allerdings vermag die Spur die Wirklichkeit und die zugrundeliegende Ursache nur undeutlich wiederzugeben. Darum trete diese Erkenntnis mittels der „Spur“ hinter die Erkenntnis mittels der Ebenbildlichkeit zurück.
Das „Bild“ ist also das andere „Medium“ für die Gotteserkenntnis. Hier übernimmt Albertus die augustinische Dreiteilung der Seele in memoria, intelligentia und voluntas und baut innerhalb dieser eine Reihenfolge auf, die parallel zur Reihenfolge in der göttlichen Trinität stehe: Die Erinnerung forme die Erkenntnis und beide zusammen den Willen – so wie auch der Gottvater dem Gottessohn seine Wesensform mitteile und der Heilige Geist aus beiden zusammen folge. Entsprechend seien auch die verschiedenen Potenzen der Seele je einem Teil der Trinität zugeordnet. Dabei betont Albertus das dem Menschen „von Natur aus“ habituell zu eigene Wissen um Gott und um sich selbst. Auch im zweiten augustinischen Ternar mens, notitia und amor sei so die Ebenbildlichkeit wiedergegeben, wie auch das Wissen der Seele um Gott und um sich selbst. Dieses Wissen führe zu einer ursprünglichen Liebe.
Anschließend unterscheidet Albertus zwischen unmittelbarem und mittelbarem Bild. Während er von einem unmittelbaren Bild spricht, wenn der Geist durch die Ebenbildlichkeit dem Wahren und Guten, das der dreieinige Gott selber ist, gleichgeformt ist, bezeichnet er das, was dem Gottähnlichen gleichförmig ist, als „mittelbares“ Bild. Der Mensch sei nicht im eigentlichen Sinne Bild (imago), sondern nur mittelbar nach dem Bild (ad imaginem, vgl. Gen 1,27 ) geschaffen. Dementsprechend unterscheidet Albert auch imago von similitudo: Das imago bestehe im natürlichen Vermögen der Seele, während sich die similitudo auf die „gnadenhafte Gleichgestaltung“ beziehe.
Schließlich nimmt Albertus noch Bezug auf die Erschaffung des Menschen zum Bild Gottes und die Unterscheidung zwischen Mann und Frau. Hierzu hält er fest, dass Mann und Frau beide gleichermaßen zum Bild Gottes erschaffen worden seien. Nichtsdestoweniger sei – in Anlehnung an 1 Kor 11,7  – die Frau dem Mann untergeordnet.
Auch der franziskanische Scholastiker Bonaventura betont in Anlehnung an Petrus Lombardus die Zusammengehörigkeit von Gottebenbildlichkeit und Gotteserkenntnis: Die Ähnlichkeit des menschlichen Geistes mit dem göttlichen Urbild sei Voraussetzung dafür, dass es zu einer Gotteserkenntnis kommen kann. Er führt sogar die Gedanken über die Gotteserkenntnis noch wesentlich weiter als in den Sentenzen des Petrus Lombardus vorgegeben. Für ihn ist der Weg der Gotteserkenntnis gleichzeitig der geistliche Weg, auf dem der Mensch zu sich selbst und zu Gott als dem alles erfüllenden Inhalt seines Sehnens gelangt. Den Weg zur Gotteserkenntnis stuft er dabei folgendermaßen ab:
1. Betrachtung Gottes durch die Spuren in der Schöpfung
2. Betrachtung Gottes in seinen Spuren
3. Betrachtung Gottes durch sein Bild in den Vermögen: Hier wird versucht, den dreieinigen Gott im Inneren zu entdecken. Diese Erkenntnis wird durch die Wahrnehmung der drei augustinischen Seelenvermögen erreicht.
4. Betrachtung Gottes durch sein Bild in seinem gnadenhaft erneuerten Bild: Hiermit verankert Bonaventura das Christusereignis im „Pilgerweg“ zu Gott. Ohne die „Vermittlung“ durch Christus sei ein Beschreiten des Weges auf der „Leiter“ nicht möglich.
5. Betrachtung der göttlichen Einheit durch seinen vornehmen Namen, der das Sein ist

Allerdings sei dieser „Weg zu Gott“ durch den Sündenfall derart verdunkelt, dass der Mensch nur mit Hilfe der Gnade Jesu Christi seine Ausrichtung auf den göttlichen Urgrund zurückerlange.

#### Ursprung des freien Willens
Der prägende Scholastiker Thomas von Aquin konzentriert sich in aristotelischer Tradition auf die Aussagen über den Menschen als „geistbegabte Kreatur“. So wird die Gottebenbildlichkeit zum Leitmotiv für seine gesamte Moral. Er betrachtet den Menschen – infolge seiner Gottebenbildlichkeit – als den Ursprung seiner Werke und mit freiem Willen ausgestattet. So sagt er:

“[…] ut consideremus de eius imagine, idest de homine, secundum quod et ipse est suorum operum principium, quasi liberum arbitrium habens et potestatem.”

„[…] dass wir sein Bild behandeln, nämlich das Bild des Menschen, insofern der Mensch Prinzip seiner eigenen Handlungen ist, also einen freien Willen besitzt und Herrschaft (über seine Handlungen) ausübt.“

Dabei finde sich das Bild Gottes im Menschen grundsätzlich in den Akten des Verstehens (intellegere) und des Wollens (velle), da diese Akte am ehesten an die Art der göttlichen Dreifaltigkeit heranreichen. Bei allem aber bezeichne die Gottebenbildlichkeit des Menschen ein Ziel, auf das hin er erschaffen sei, und nicht das Sein des Menschen.

### Renaissance-Humanismus: Würde des Menschen
Der Renaissance-Humanismus betrachtet vor allem seit Giovanni Pico della Mirandola die Bestimmung der Gottebenbildlichkeit in der besonderen Würde des Menschen. Gott habe die Menschen zur Mitte der Welt gesetzt, und er könne sie nach seinem Willen umgestalten. Der Mensch sei also Bild Gottes, weil er zur freien Handlung fähig sei, das Zentrum der Welt darstelle und das Schöpfersein Gottes widerspiegele.
Diese auf die Subjektivität des Menschen gerichtete Vorstellung setzt sich in der Aufklärung fort.

### Reformation

#### Korrumpierung der Ebenbildlichkeit (Luther)

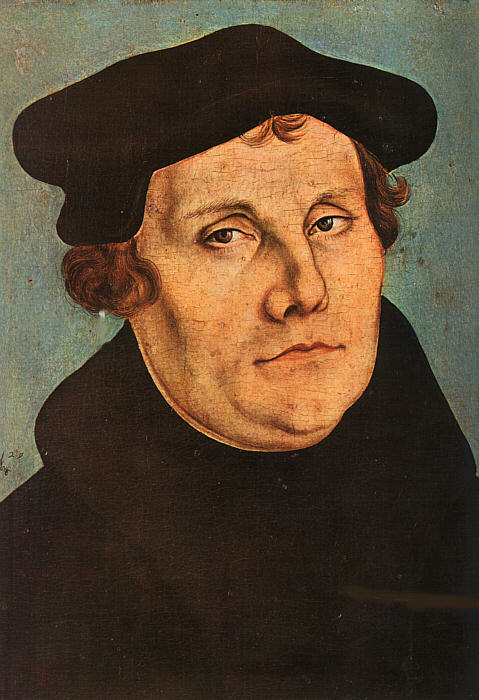
Martin Luther, Porträt von Lucas Cranach dem Älteren

Martin Luther sieht zwar – wie Augustinus – die Gottebenbildlichkeit in Bezug auf die göttliche Trinität. Allerdings setzt er Augustinus’ Lehre von der Widerspiegelung der Trinität nicht weiter fort: Nach dem Sündenfall sei der Mensch derart „geschwächt“, dass er die Gottebenbildlichkeit nicht mehr ohne die Hilfe eines Mittlers (Jesus Christus) wahrnehmen könne. Gleichermaßen setzt er auch nicht die scholastische Unterscheidung von Abbild und Ähnlichkeit fort – vielmehr sei die Gottebenbildlichkeit ein „unteilbarer Sachverhalt“.
Luther unterscheidet scharf den Menschen vor und nach dem Sündenfall. Vor dem Sündenfall, im status originalis, habe Adam die Ebenbildlichkeit noch habituell in seiner „Substanz“ gehabt und sein Leben sei komplett auf Gott ausgerichtet und von ihm her bestimmt. Sein Leben sei in Übereinstimmung mit dem Leben Gottes gestanden, frei von Furcht, Gefahr und Tod. Seine Gottebenbildlichkeit sei also im Urstand mit seiner Natur gänzlich identisch gewesen. Nach dem Sündenfall aber, im status peccatoris, sei die Gottebenbildlichkeit infolge der Erbsünde gänzlich verloren gegangen. Entsprechend sei auch die Natur selbst des Menschen gänzlich zerrüttet, und der Mensch stattdessen von Todesfurcht, Begierde, Hass usw. bestimmt – an die Stelle der Gottebenbildlichkeit sei gleichsam die Teufelsebenbildlichkeit getreten. Daher lehnt die reformatorische Tradition seit Luther auch die patristisch-scholastische Unterscheidung von natürlichem Abbild und übernatürlicher, verlorener Ähnlichkeit ab. Dabei hat der Mensch dennoch nicht seine Relation zu Gott verloren.
Des Weiteren finden sich wichtige Aussagen über Luthers Vorstellung der Gottesebenbildlichkeit in seiner Disputation De homine. Hier hebt Luther in der 21. These zwei Aspekte hervor:
1. ab initio ‚von Anbeginn‘: Die Ebenbildlichkeit ist nicht etwas Zusätzliches zum Menschen, sondern dessen Inbegriff.
2. sine peccato ‚ohne Sünde‘: Der ursprüngliche Mensch ist gemäß der Schöpfung ohne Sünde.

Er fügt dem, nach den protologischen Aussagen, in der 38. These eine eschatologische Dimension hinzu:

„So verhält sich der Mensch in diesem Leben zu seiner künftigen Gestalt, bis dann das Ebenbild Gottes wiederhergestellt und vollendet sein wird“

Erst in dieser „künftigen Gestalt“ sei der Mensch schließlich „vollständig“ Ebenbild Gottes. In Beziehung zum Gottesbild Jesus Christus werde dieser Prozess der Verwirklichung zwar verborgen vollzogen, jedoch komme dem Menschen die Gottebenbildlichkeit erst in der Offenbarung jenseits des Irdischen zu.
Aus diesem Verständnis Luthers der Imago Dei ergab sich für die nachfolgende Lutherische Orthodoxie eine Reihe an anthropologischen Problemen, da sie versuchte, die Terminologie der aristotelischen Schulmetaphysik auf die Darstellung Luthers anzuwenden. Diese setzt die Begriffe „substantia“, „natura“ und „essentia“ praktisch gleich. Nimmt man den Verlust der Gottebenbildlichkeit bei einem gleichzeitigen Gleichsetzen von Natur und Imago Dei an, so resultierte das praktisch in der „substantiellen Vernichtung“ des Menschen.

#### Reste der Ebenbildlichkeit (Calvin und Melanchthon)
Die Reformatoren Johannes Calvin und Philipp Melanchthon – beide stärker vom Humanismus geprägt als Luther – betrachteten noch „Reste der Gottebenbildlichkeit“ als im Menschen vorhanden. Diese zeigten sich im intellektuellen Vermögen und in den Fähigkeiten des Menschen im Vergleich zum Tier.

### Deutscher Idealismus
Im Deutschen Idealismus entwickelt sich vor allem bei Johann Gottfried Herder und Georg Wilhelm Friedrich Hegel der Gedanke einer nicht statischen, sondern dynamischen Gottebenbildlichkeit: Der Sinn liege in einer „Verähnlichung“ zu Gott, im Emporarbeiten des Menschen auf eine höhere Stufe, wobei die Gottebenbildlichkeit schließlich das Ziel sei. Damit wird die Vorstellung von der Gottebenbildlichkeit mit der aufklärerischen Idee der Perfektibilität der menschlichen Natur verbunden.

### Moderne
Infolge der Säkularisierung kommt es zu einem „Abstieg der Gottebenbildlichkeitsvorstellung“. Zusammen mit dem Rückzug der Religion aus weiten Teilen der Gesellschaft kommt auch der christlichen Anthropologie nicht mehr die Funktion zu, die Identität des Einzelnen auszubilden. Obwohl das christliche Menschenbild nicht bewusst abgelehnt wird, versteht der einzelne Mensch kaum mehr seine Herkunft als in einem göttlichen Schöpfer begründet und sieht sich selbst nicht als Ebenbild Gottes.
In der Spätmoderne findet sich dann der Begriff der Gottebenbildlichkeit auch kaum mehr in den nicht-theologischen humanwissenschaftlichen Diskursen.

#### Ebenbildlichkeit als Beziehung
Das personalistische Denken der 1930er Jahre – und besonders Karl Barths – bestimmt ausgehend vom Verhältnis des Menschen zum Mitmenschen das Verhältnis des Menschen zu Gott als ein Beziehungsverhältnis („analogia relationis“). Dieses Beziehungsverhältnis ist dadurch charakterisiert, dass es nicht zwei Seinsarten miteinander vergleicht („analogia entis“), sondern zwei Relationen.
Die entscheidende Stelle zur Gottebenbildlichkeit im Schöpfungsbericht, Gen 1,26 , übersetzt Barth mit:

„Lasset uns Menschen machen, in unserem Urbild nach unserem Vorbild!“

Den Plural in Vers 26a (lateinisch „faciamus“) deutet Barth dabei so, dass das Sein Gottes grundsätzlich relational sei. Darin liege schließlich auch der schöpferische Grund des Menschen.
An Vers 26b erkennt nun Barth das Bezugsverhältnis. Das „in unserem Urbild“ begründe die Beziehung bzw. das Bündnis des Menschen zu Gott. Das „nach unserem Vorbild“ aber begründe die Beziehung des Menschen zur Welt und zu sich selbst, insofern die Struktur der Geschöpflichkeit des Menschen der göttlichen Struktur nachgebildet sei. Es entsprächen sich also die Beziehung des Menschen zu Gott und seine Beziehung zum Mitmensch.
Mit dieser Interpretation hat Karl Barth die nachfolgende Theologie maßgeblich beeinflusst – die Diskussion um seinen Ansatz wurde sehr kontrovers geführt.
So nimmt Dietrich Bonhoeffer dieses analogia-relationis-Denken Barths auf und setzt darin den Akzent auf die Bestimmung zur Freiheit. Bonhoeffer sieht die Grundbestimmung der Gottebenbildlichkeit in der Freiheit eines Menschen. Diese Freiheit sei aber nicht – wie von der Scholastik und vom Neuthomismus, besonders vertreten durch den Jesuiten Erich Przywara, angenommen – substanzontologisch als ein Seinsverhältnis, analogia entis, zu verstehen. So meine sie nicht eine dem Menschen eigene Qualität oder ein ihm eigenes Vermögen. Stattdessen sei sie ein Beziehungsverhältnis (analogia relationis) und ein „Freisein für Gott und den Anderen“. Dabei sei dieses Beziehungsverhältnis durch Jesus Christus gestiftet: Der Freiheit Gottes, die in der Selbstbindung dieser Freiheit in Jesus Christus zu Gottes Geschöpfen bestehen, habe die Freiheit des Menschen durch Freisein zur Bindung an den Nächsten zu entsprechen.
Dabei bestehe die Gottebenbildlichkeit keinesfalls als substanzontologische Qualität in der Natur des Menschen – sie sei kein dem Menschen eigenes Vermögen. Eine solche Gottgleichheit sei infolge des Sündenfalls verloren gegangen. Der Mensch als Gottes Bild lebe zwar „aus dem Ursprung Gottes“ – aber durch den Sündenfall habe der Mensch sich von diesem Ursprung „entzweit“. Diese Entzweiung manifestiere sich besonders im Bestreben des Menschen, sich selbst an die Stelle Gottes zu setzen – „Gottgleichheit“ zu erlangen. Von dieser Gottgleichheit ist nach Bonhoeffer scharf die Gottebenbildlichkeit zu trennen: Voraussetzung für die Gottebenbildlichkeit sei die grundlegende Verschiedenheit von Gott und Mensch.

#### Das Zweite Vatikanische Konzil

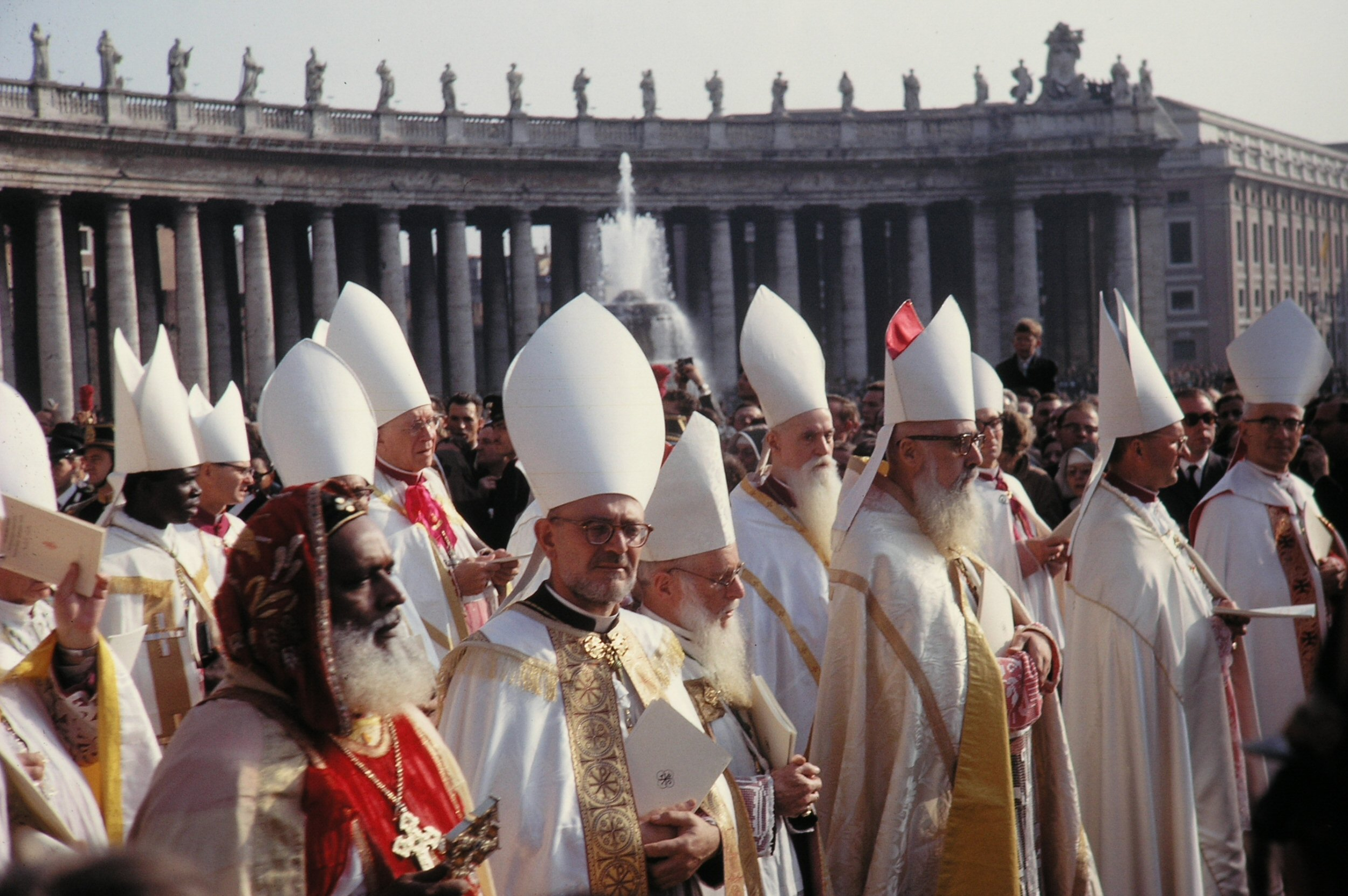
Konzilsväter

Im Zweiten Vatikanischen Konzil war den Autoren der Ausarbeitung sehr daran gelegen, ein positives Menschenbild zu zeichnen und den Menschen nicht von vornherein als „gefallen“ zu betrachten. So wurde schließlich zwecks Bekräftigung der Menschenwürde und der unveräußerlichen Menschenrechte in der Pastoralkonstitution Gaudium et spes das Motiv der Gottebenbildlichkeit herangezogen. Diese Gottebenbildlichkeit befähige außerdem zur sozialen Existenz und zur „Kenntnis und Liebe des Schöpfers“. Weiterhin werde durch Jesus Christus die Gottebenbildlichkeit wiederhergestellt, die durch den Sündenfall „verwundet“ gewesen sei. Durch diese Gottebenbildlichkeit würde der Mensch zur Erfüllung des Liebesgebotes befähigt.

#### Funktionale Bestimmung zum Stellvertretertum
Die heutige Forschung geht meistens davon aus, dass die alttestamentlichen Schriftbelege nicht eine Aussage über das Wesen des Menschen, sondern über dessen Funktion darstellen. Überträgt man das Wesen der altorientalischen Königsideologie, dass der König Repräsentant und Stellvertreter einer Gottheit ist, auf alttestamentliche Aussagen, so ergibt sich daraus, dass nun der Mensch die Funktion innehabe, Stellvertreter Gottes auf Erden zu sein. Dieser Deutungsansatz betrachtet also Gen 1,26 f.  als eine Art der „demokratisierten Königsideologie“.

## Kritik und Kontroversen

### Die Menschen-Ebenbildlichkeit Gottes
Ludwig Feuerbach – und mit ihm die „Junghegelianer“ – kritisierte in seinem religionskritischen Werk „Das Wesen des Christentums“ die Aufhebung der Differenz zwischen Gott und den Menschen und daraus folgend Gott als Projektion des Menschen. Der Mensch könne sich kein anderes Wesen als göttlich vorstellen als sich selbst. Deshalb spricht Feuerbach zugespitzt von der „Ebenbildlichkeit Gottes“, die der Gottebenbildlichkeit des Menschen vorausgehe. Dabei richtet sich seine Kritik auch gegen die Christologie: Der menschgewordene Gott sei „nur die Erscheinung des gottgewordenen Menschen“.
Die Wurzeln dieser Projektionsthese finden sich schon bei Xenophanes im 6. Jahrhundert v. Chr. So heißt es in einem der überlieferten Fragmente:

„Doch wenn Ochsen und Rosse und Löwen Hände hätten oder malen könnten mit ihren Händen und Werke bilden wie die Menschen, so würden die Rosse roßähnliche, die Ochsen ochsenähnliche Göttergestalten malen und solche Körper bilden, wie jede Art gerade selbst ihre Form hätte.“

Im Gegensatz zu Feuerbach leistet Xenophanes aber keine externe, sondern eine interne Religionskritik, d. h., er will das Gottesbild von Zügen des Anthropomorphismus bereinigen. Auch der polnische Philosoph Kazimierz Łyszczyński nahm bereits 200 Jahre vor Feuerbach in seinem Werk De non existentia Dei die Projektionsthese vorweg.

### Evolutionstheorie
Im Laufe des 19. Jahrhunderts sah sich die Lehre der Gottebenbildlichkeit des Menschen außerdem der Kritik seitens  der Biologie, besonders durch die Evolutionstheorie Charles Darwins, ausgesetzt. Darwin beantwortete die Frage nach der Her- und Abkunft des Menschen mit seiner Einordnung in die Genealogie der Tierarten und erschütterte damit auch die „Würde des Menschen“ als Bild Gottes schwer. Der Mensch wird nicht mehr als die „Krone der Schöpfung“ verstanden.
In Deutschland sticht als Kritiker besonders Ernst Haeckel mit seinem Ausbau des Darwinismus zur Weltanschauung heraus. Er wendet sich entschieden gegen den „anthropistischen Größenwahn“ und sieht die Bezeichnung des Menschen als Ebenbild Gottes als eine Folge der „grenzenlosen Selbstüberhebung des eitlen Menschen“.
Vertreter der Theologie halten dem entgegen, dass – sofern überhaupt – nur die sterblichen und biologisch übertragbaren Merkmale am Menschen mit der Evolutionstheorie erklärt werden können. Die Gottebenbildlichkeit beruhe aber auf den von Gott „eingehauchten“ Merkmalen, wie Liebe und Altruismus. Ein besonderer Gottesbezug ist spezifisch menschlich; das religiöse Suchen nach Gott findet sich in der ganzen Menschheit. Spezifisch menschlich ist auch die Fähigkeit, ausführlich über (unstoffliche) Sachverhalte zu kommunizieren. Das spezifisch Menschliche wird von den Menschen – nicht nur von den religiösen – durch besondere Gesetze geschützt, so dass es etwa die Freiheit der Meinungsäußerung, der Wissenschaft und Kunst sowie der Presse gibt.

### Herrschaftsideologie
Angesichts der zunehmenden Beherrschung der Natur durch den Menschen und den daraus resultierenden Problemen wurde vielfach eine Kritik am Herrschaftsauftrag des Menschen – mit der Lehre von der Gottebenbildlichkeit eng verknüpft – geübt. Besonders zugespitzt findet sich diese Kritik am Herrschaftsauftrag bei Lynn Townsend White 1967, der versuchte, die Ursache der Naturausbeutung an den Wurzeln der christlichen Anthropologie festzumachen. Dabei beschuldigt er diese der „Entgöttlichung der Natur“ sowie des Anthropozentrismus.
Im deutschsprachigen Raum hat Carl Amery Whites Thesen in seinem Buch Das Ende der Vorsehung: Die gnadenlosen Folgen der Christentums (1972) übernommen und eine breite Diskussion ausgelöst. Der Mensch habe sich mit der Begründung einer besonderen Auserwählung – der Gottebenbildlichkeit – aus dem ökologischen Zusammenhang herausgenommen und den „Auftrag der totalen Herrschaft“ erhalten.
Seitens der alttestamentlichen Exegese wird demgegenüber verteidigend auf mögliche Fehlinterpretationen von Gen 1,28  aufmerksam gemacht. Das hebräische Verb כבש kabasch bedeute ein hirtenähnliches „Leiten“. Außerdem liege der Sinn des Dominium terrae nicht in der uneingeschränkten Ausbeutung der Natur, sondern vielmehr in der Verpflichtung zu einem verantwortungsvollen Umgang mit ihr, im „Bewahren und Bebauen“ (Gen 2,15 ).

### Feminismus
Die neutestamentliche Stelle (1 Kor 11,7 ) bezeichnet den Mann als Abbild und Abglanz (griechisch εἰκών καὶ δόξα) Gottes, wohingegen die Frau nur Abglanz des Mannes sei. Unter Berufung auf diese Stelle wurde häufig in der Kirchengeschichte die Gottebenbildlichkeit der Frau in Abrede gestellt – vor allem in kirchenrechtlichen Quellen, beispielsweise im Decretum Gratiani – oder zumindest stark eingeschränkt – beispielsweise in der scholastischen Theologie, besonders bei Thomas von Aquin. Darin wurde auch der Grund für die Unfähigkeit der Frau zu sakralen Ämtern wie überhaupt zu öffentlichen Ämtern gesehen.
Bibelstellen wie 1 Kor 11,11f.  und Gal 3,28  zeigen dagegen, dass das Neue Testament keineswegs frauenfeindlich ist, insbesondere, wenn man den historischen Kontext mitbetrachtet.

### Grundlage der Menschenwürde
Die Auffassung, dass Gott den Menschen nach seinem Bild geschaffen hat und somit jeder Person Würde zukomme, kann als eine der ideengeschichtliche Wurzeln für die Entstehung der Menschenrechte betrachtet werden. Allerdings ist diese Ansicht nicht unumstritten. So heißt es beispielsweise beim evangelischen Theologen Walter Sparn:

„Es gibt […] keine theologische Begründung der Menschenwürde. […] Es ist irreführend, wenn die christliche Theologie den säkularen Begriff der Menschenwürde allein oder auch nur vorrangig mit der Vorstellung der Gottebenbildlichkeit interpretiert.“

Dem steht die Meinung gegenüber, dass in der Zeit vom 16. bis 18. Jahrhundert, in der im protestantischen Raum die Menschenrechte und die neuzeitliche Demokratie geschaffen wurden, die Begriffe Menschenwürde, Freiheit, Gleichheit, das Recht auf Leben, die Verpflichtung zur Brüderlichkeit und andere Menschen- und Bürgerrechte keineswegs säkularer Natur, sondern theonomes Gedankengut waren. So leitete John Locke die Gleichheit der Menschen, einschließlich der Gleichstellung der Geschlechter aus Gen 1,27 f.  ab, der Grundlage der Gottebenbildlichkeitslehre. Dieses Gleichheitsprinzip – Grundlage einer rechtsstaatlichen Demokratie (Rechtsgleichheit u. a.) – begründet die Freiheits- und Teilhaberechte des Einzelnen. Leben, Freiheit, Gleichheit, Menschenwürde, Nächstenliebe, Eigentum – damit waren durch Locke sowie andere Philosophen der Aufklärung und nachfolgender Epochen die wesentlichen Begriffe für ihre Gesellschafts- und Staatstheorien vorgegeben und mit biblischem Gehalt gefüllt.
Die Staatslehren Miltons, Lockes und Pufendorfs waren bestimmend für die Gestaltung der amerikanischen Unabhängigkeitserklärung, der Verfassung der Vereinigten Staaten und der Bill of Rights. Noch immer beeinflusst durch die starke religiöse Aktivität infolge des First Great Awakening, begründete die Unabhängigkeitserklärung die unveräußerlichen Menschenrechte, zu denen „Leben, Freiheit und das Streben nach Glück“ gehören, nicht philosophisch-säkular, sondern theologisch: Sie sind den Menschen von ihrem „Schöpfer“ (Creator) verliehen worden.
Die Französische Revolution löste die Menschenrechte aus ihrer biblisch-theonomen Verankerung und ersetzte diese durch den Volonté générale im Dienste der utilitaristischen Lehre vom „gemeinsamen Nutzen“ (utilité commune). Dadurch wurden die Bürger- und Menschenrechte manipulierbar, insofern die jeweils an der Macht befindliche Gruppe von Revolutionären bestimmte, was der „gemeinsame Nutzen“ war. Vor allem aus diesem Grund kritisierte z. B. Jacob Grimm in der Frankfurter Nationalversammlung 1848 die französische Haltung und forderte die Rückkehr zu „den religiösen Grundlagen der Bruderschaft und Freiheit aller Menschen“ (Reichsverfassung vom 28. März 1849). Das Grundgesetz der Bundesrepublik Deutschland schloss sich dieser Tradition an: So wird die Menschenwürde primär als „unantastbar“ vorausgesetzt und erst sekundär ihre Beachtung gesetzlich befohlen. Weiterhin wird häufig angenommen, dass der deutschen Verfassung naturrechtliches Ideengut zugrunde liegt – die Eingangsworte der Präambel des Grundgesetzes, „Im Bewußtsein seiner Verantwortung vor Gott und den Menschen […]“, weisen gar einen direkten Gottesbezug auf. „So erscheint Art. I als eine Folge der Anrufung Gottes des Schöpfers der Person (erschaffen ad imaginem Dei [nach dem Bild Gottes]).“
Heutige Rechtsphilosophen wie Ronald Dworkin und John Rawls haben wie schon vor ihnen Immanuel Kant die Menschen- und Bürgerrechte aus säkularen Prämissen hergeleitet, beispielsweise aus der Autonomie der Person, der Fähigkeit zu rationalem Denken oder der „moralischen Persönlichkeit“ (moral personality). Diese Denkansätze setzen die Existenz der Grundrechte, wie sie seit dem 16. Jahrhundert vor allem im protestantisch geprägten Teil des Abendlands entwickelt wurden, voraus. Die Deduktion der Menschen- und Bürgerrechte aus säkularen Menschenbildern muss dabei so gestaltet werden, dass sie zu den bereits vorhandenen Grundrechten „passt“.
Die entscheidenden Weichenstellungen, die zu den Menschen- und demokratischen Bürgerrechten führten, waren nicht säkularer, sondern theologischer Natur, wobei die Lehre von der Gottebenbildlichkeit nur ein Aspekt von vielen war. „Der egalitäre Universalismus, aus dem die Ideen von Freiheit und solidarischem Zusammenleben, von autonomer Lebensführung und Emanzipation, von individueller Gewissensmoral, Menschenrechten und Demokratie entsprungen sind, ist unmittelbar ein Erbe der jüdischen Gerechtigkeits- und der christlichen Liebesethik“, so der Philosoph Jürgen Habermas.

### In der bioethischen Diskussion
Da in der Lehre der Gottebenbildlichkeit die Einmaligkeit des Menschen, sein Personsein und seine Beziehung zur Schöpfung und zum Schöpfer gut zur Geltung kommen, wird sie heute gerne von den Kirchen als ökumenisches Fundament zur Beantwortung bioethischer Fragen herangezogen, zum Beispiel in dem Problem der Eingriffsmöglichkeiten moderner Biomedizin.
So ist im vierten Teil der gemeinsamen Erklärung des Rates der Evangelischen Kirche in Deutschland und dem Sekretariat der katholischen Deutschen Bischofskonferenz „Gott ist ein Freund des Lebens“ ein Abschnitt der Folgen der Gottebenbildlichkeit gewidmet, wo es u. a. heißt:

„Die Gottebenbildlichkeit wird darum in der geistigen Welt des Christentums zu einem Zentralbegriff in der Beschreibung der besonderen Würde des menschlichen Lebens. […] Die Qualifizierung als ‚Bild Gottes‘ gilt nicht allein der menschlichen Gattung, sondern jedem einzelnen Menschen. Individuelle Besonderheit ist ein Wesensmerkmal des Menschseins. Jeder Mensch ist als solcher einmalig, […]“